# Healey Silverstone

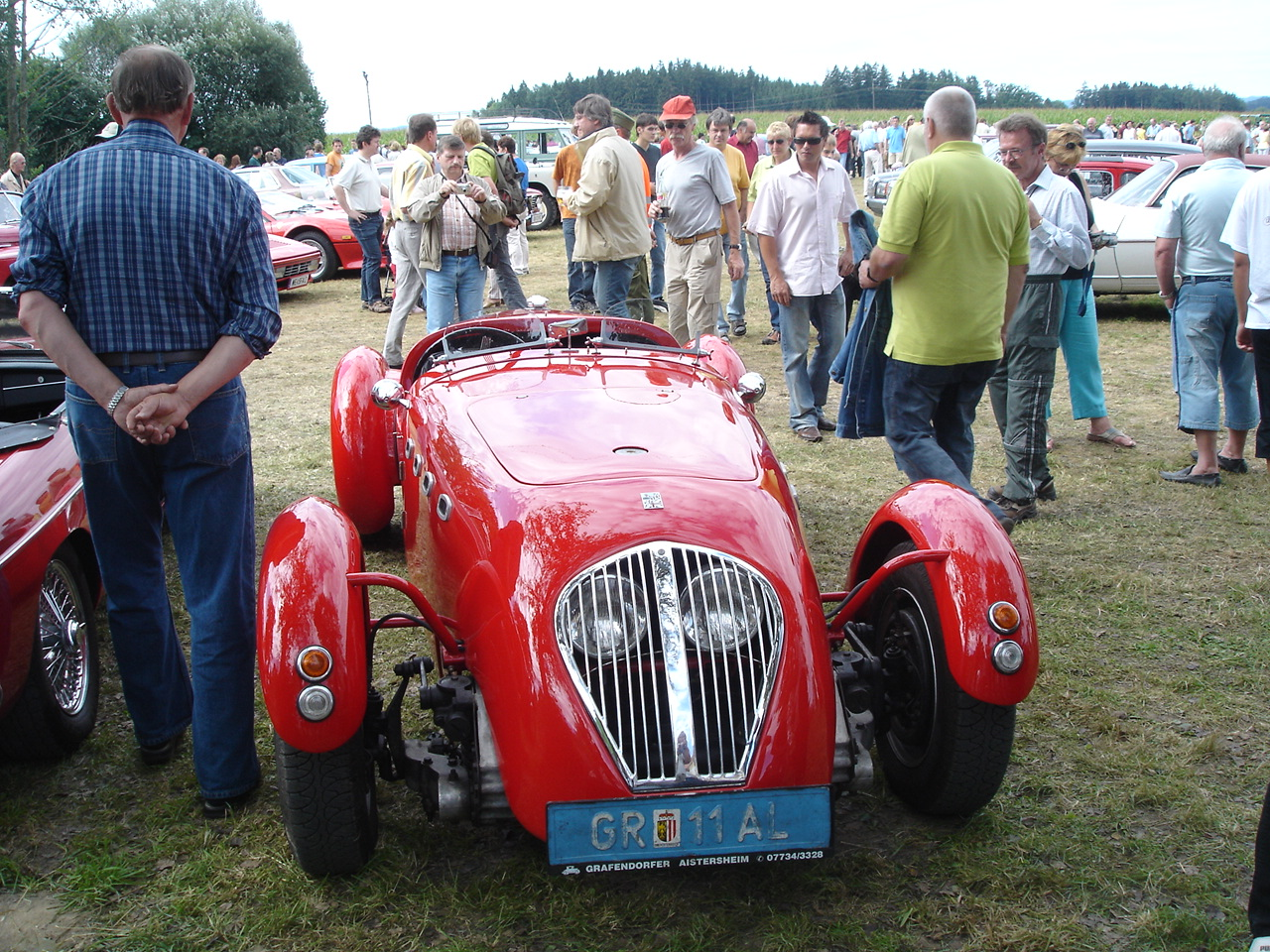
Healey Silverstone

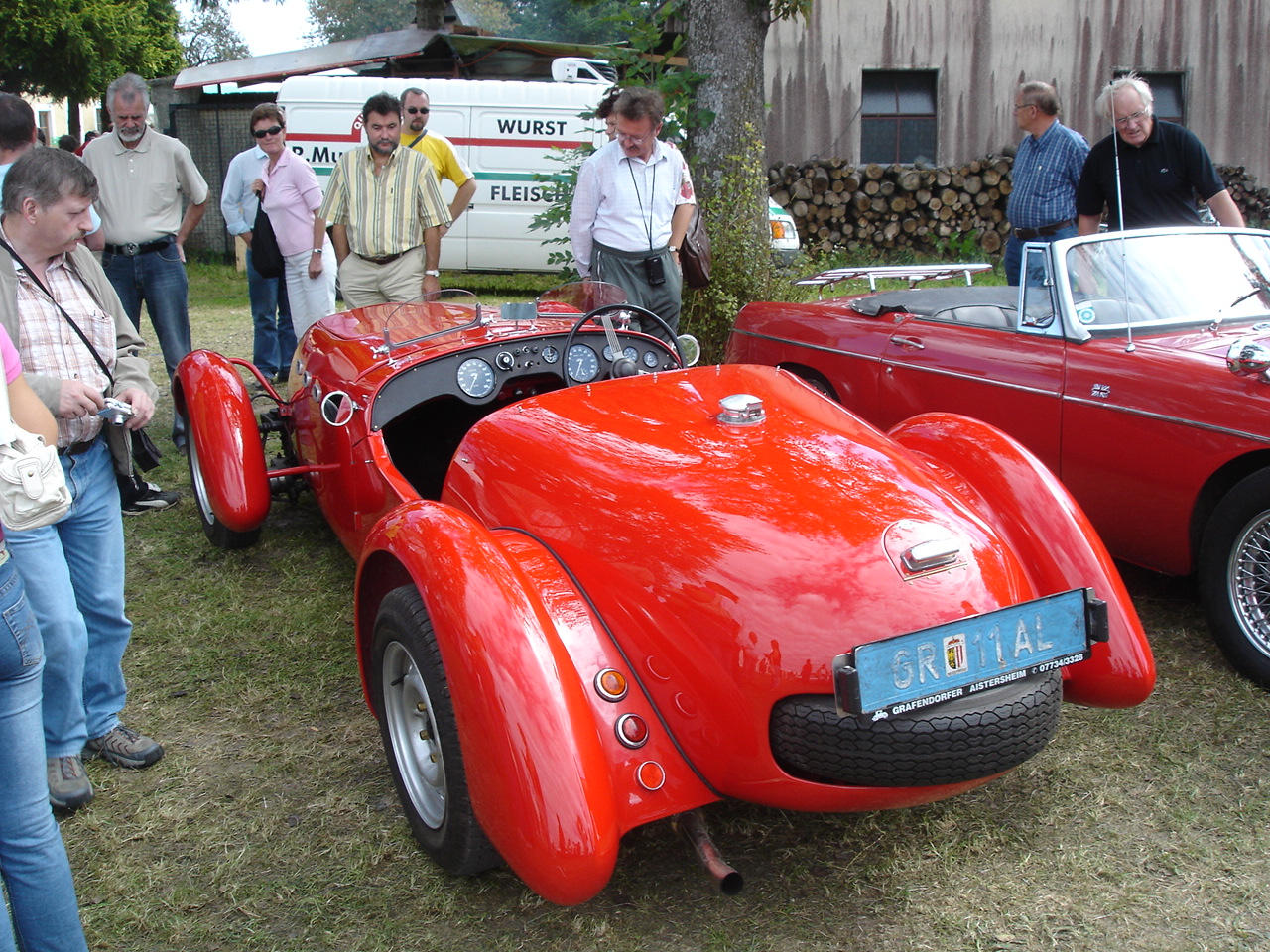
Healey Silverstone Heck

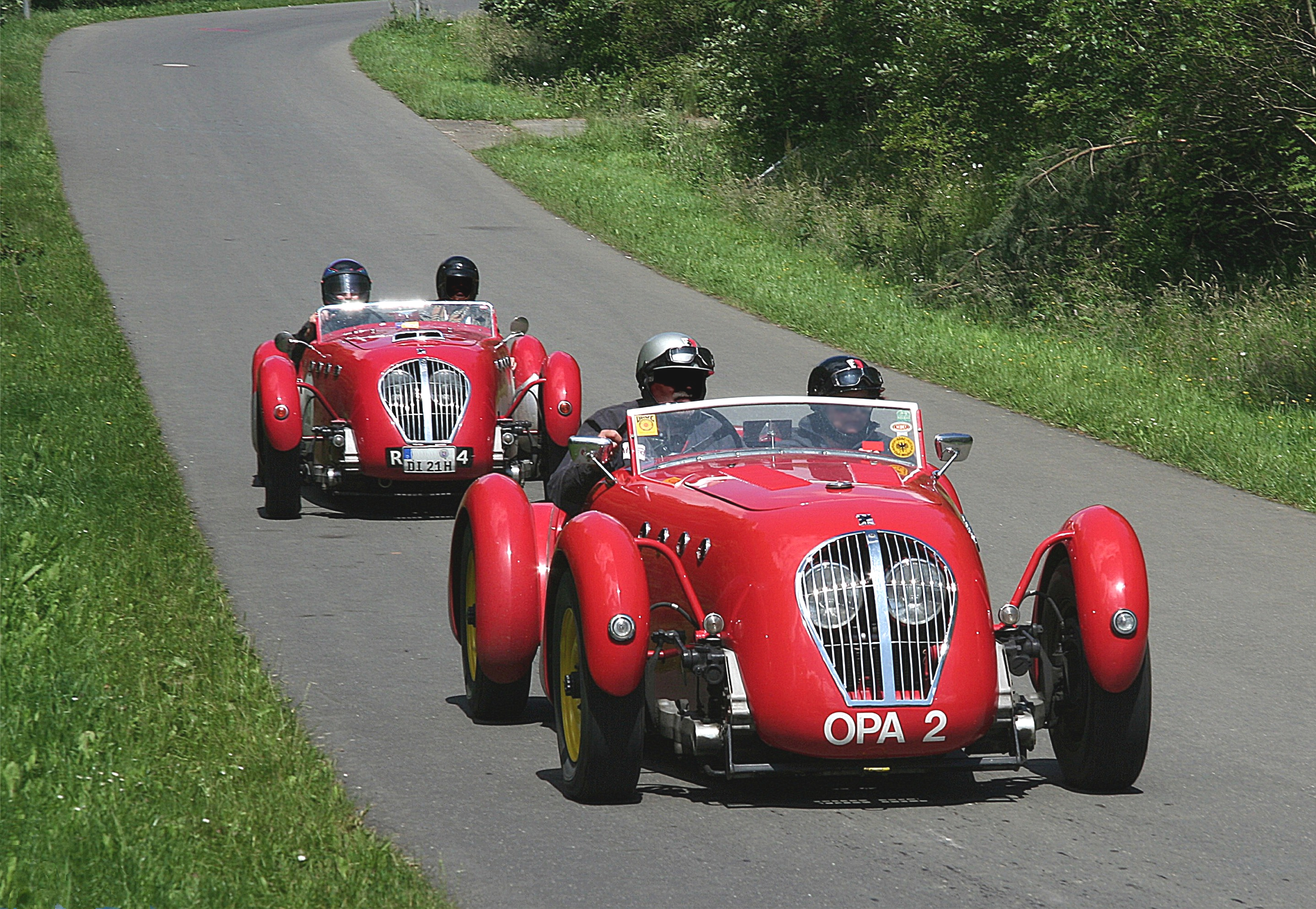
Healey Silverstone auf der alten Südschleife des Nürburgrings

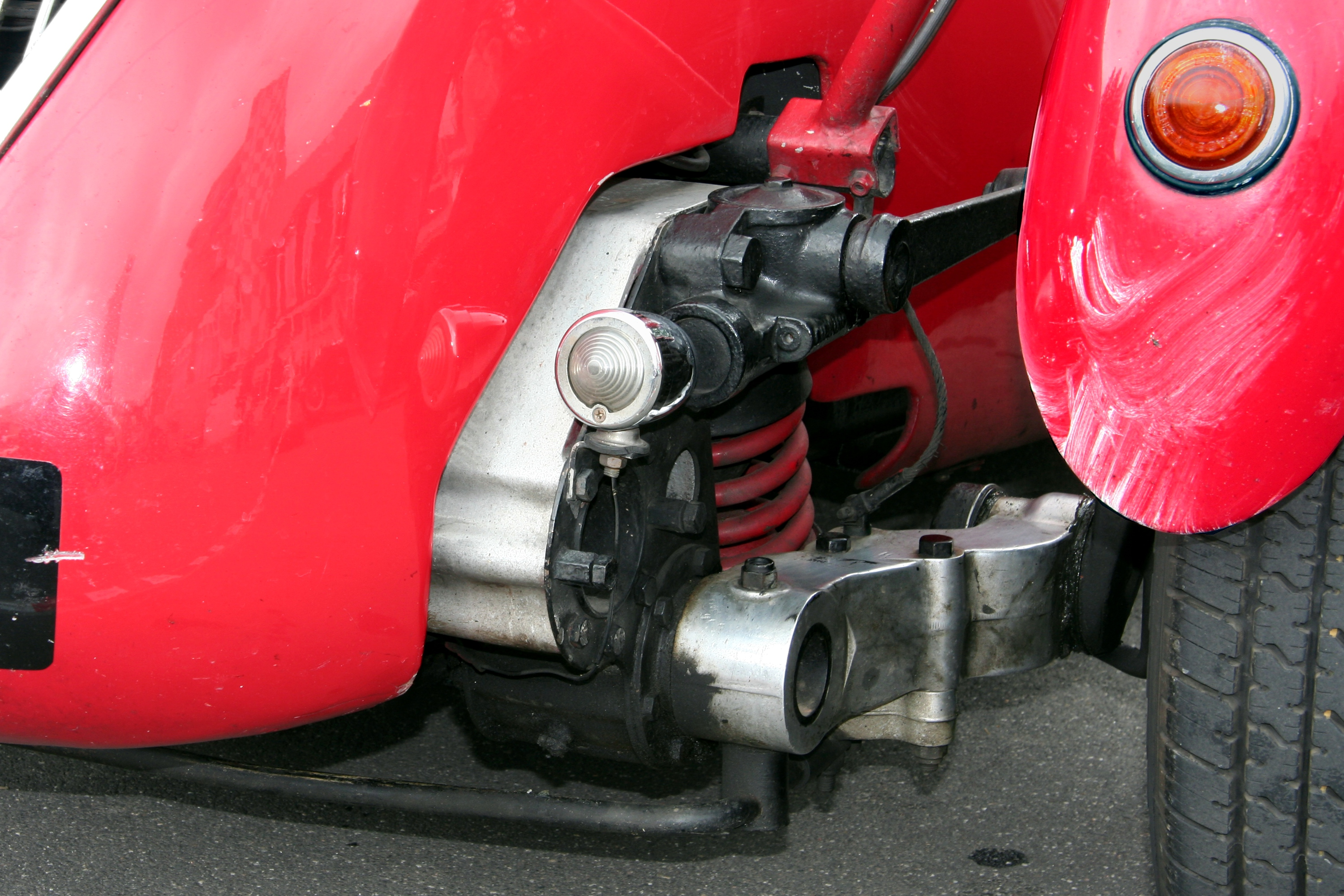
Vorderradaufhängung

Der Healey Silverstone ist ein Automodell des britischen Sportwagenherstellers Donald Healey Motor Company. Gründer des Unternehmens war 1945 der Ingenieur und Rallyefahrer Donald Healey. 1949 wurde der Silverstone vorgestellt, die Produktion begann noch Ende des Jahres. Das Auto ist nach der damals neu eröffneten Rennstrecke in Silverstone, dem Silverstone Circuit, benannt.

## Motor
Der 4-Zylinder-Reihenmotor von Riley mit 2443 cm³ Hubraum ist vorne längs eingebaut; er leistet 106 bhp (79 kW) bei 4500/min. Wie im britischen Motorenbau dieser Zeit üblich ist er langhubig ausgelegt (Bohrung 80,5 mm, Hub 120 mm), die Verdichtung ist 6,84 : 1. Die Kraft wird über ein Vierganggetriebe auf die Hinterachse übertragen.

## Design
Die Karosserie gestaltete Len Hedges von Panelcraft. Die Scheinwerfer sind hinter dem Kühlergrill verborgen und die vorderen Räder stehen ähnlich wie bei einem Formel-1-Rennwagen aus der Karosserie heraus. Für Rennen ließen sich die Kotflügel abmontieren und die Windschutzscheibe umklappen. Es gibt keinen hinteren Stoßfänger, um Gewicht zu sparen. Stattdessen liegt das Ersatzrad in einem offenen Fach und ragt nach hinten über die Karosseriekontur hinaus.

## Chassis
Das Chassis ist als Kastenrahmen ausgeführt. Die vordere Radaufhängung besteht aus doppelten Längslenkern mit Schraubenfedern und Stabilisator. Die oberen Längslenker betätigen auch die Hebelstoßdämpfer. Hinten ist eine Starrachse mit Halbelliptikfedern und Panhardstab eingebaut. Alle vier Räder haben Lockheed-Trommelbremsen. Es gibt zwei Ausführungen des Fahrgestells. Typ D entspricht der normalen Ausführung, der Motor sitzt aber ca. 7 cm weiter hinten im Chassis. Er wurde vom Typ E abgelöst, der mehr Komfort bot. Die Karosserie ist geringfügig breiter und es gibt etwas mehr Beinfreiheit. Äußerlich unterscheiden sich Versionen mit E-Spezifikation durch ihre größere Windschutzscheibe.

## Fahrleistungen
Der Silverstone erreichte eine Höchstgeschwindigkeit von über 170 km/h und beschleunigte in 11 Sekunden von 0 auf 100 km/h.

## Stückzahl
Die Fertigung der Karosserie und die Endmontage der Autos übernahm der britische Spezialbetrieb Abbey Panel & Sheet Metal Co. Insgesamt wurden fünf Prototypen und 106 Serienwagen (51 des Typs D und 54 des Typs E) gebaut. Im September 1950 endete die Produktion. Der Healey Silverstone kostete 975 Pfund, damit der Steuersatz von 33 1/3 % galt. Für Autos, die mehr als 1000 Pfund kosteten, waren damals 66 2/3 % Steuer zu zahlen.
Nachträglich haben einige Besitzer andere Healey-Modelle als Silverstone neu aufgebaut („Silverstone Replica“).

## Sport
1949 wurde ein Silverstone mit Cadillac-V8 (5,4 Liter) von Briggs Cunningham in den USA in Rennen eingesetzt. Ein Healey Silverstone Special (mit Nash-Sechszylindermotor) war 1950 beim 24-Stunden-Rennen von Le Mans am Start. Das Team Tony Rolt (GB)/Duncan Hamilton (IRE) wurde Vierter. Ein Healey Elliott mit der Mannschaft Nigel Mann (GB)/Mortimer Morris-Goodall (GB) erreichte nach 24 Stunden als 19. der Gesamtwertung das Ziel.